# Heinkel He 277
Heinkel He 277 là một bản thiết kế máy bay ném bom hạng nặng tầm xa 4 động cơ, được bắt nguồn từ loại He 177, dự định trang bị cho Luftwaffe trong Thế chiến thứ hai.

## Tính năng kỹ chiến thuật (He 277 với cấu hình cơ bản)
From Griehl, Manfred and Dressel, Joachim. Heinkel He 177-277-274, Airlife Publishing, Shrewsbury, England 1998, pp. 159 & 184.
Đặc điểm tổng quát
- Kíp lái: 7
- Chiều dài: 75 ft 5 in (23 m)
- Sải cánh: 131 ft 3 in (40 m)
- Chiều cao: 19 ft 10-3/16 in (6,05 m)
- Diện tích cánh: 1.431,60 ft² (133 m²)
- Trọng lượng rỗng: 48.060 lb (21.800 kg)
- Trọng lượng cất cánh tối đa: 98.105 lb (44.500 kg)
- Động cơ: 4 × BMW 801E, 1.973 hp khi cất cánh (1.492 kW)  mỗi chiếc

 Hiệu suất bay 
- Vận tốc cực đại: 354 mph trên độ cao 18.700 ft (570 km/h trên độ cao 5.700 m)
- Vận tốc hành trình: 286 mph (460 km/h)
- Tầm bay: 3.728 mi, lên tới 11.100 km/6.900 mi khi ở cấu hình Amerika Bomber (6.000 km)
- Trần bay: 49.210 ft (15.000 m)
- Tải trên cánh: 68,6 lb/ft² (334,6 kg/m² tại MTOW)

Trang bị vũ khí

- 8 × pháo MG 151/20 20 mm (0.79 in)
- 4 x súng máy MG 131 13 mm (0.51 in)
- Lên tới 3.000 kg (6.612 lb) bom khi ở cấu hình Amerika Bomber, tối đa 5.600 kg (12.345 lb) khi thực hiện nhiệm vụ tầm gần; bán kính chiến đấu lên tới 4.300 km (2.670 dặm) với tải trọng bom tối đa.